# پاچا (بازیکن فوتبال، زاده ۱۹۸۱)
پاچا (انگلیسی: Pacheta؛ زادهٔ ۲۳ اکتبر ۱۹۸۱) بازیکن فوتبال اهل اسپانیا است.
از باشگاه‌هایی که در آن بازی کرده‌است می‌توان به باشگاه فوتبال رئال اویدو و باشگاه فوتبال نومانسیا اشاره کرد.